# Hip house
Hip house nebo house rap je hudební žánr, který míchá prvky house a hip-hopu. Tento žánr se dostal do popředí v 80. letech 20. století v New Yorku a Chicagu. Ve Spojeném království vznikla první oficiální hip housová skladba s názvem „Rock Da House“ od britských producentů Beatmasters a britské ženské rapové dvojice Cookie Crew již v roce 1987.
V roce 1989 vypukl menší spor, když americká nahrávka nazvaná „Turn Up The Bass“ od Tyree Coopera featuring Kool Rock Steady byla vyhlášena tvůrci za „první hip housovou skladbu na vinylové desce.“ Beatmasters se přeli o to, že první byla jejich „Rock Da House“, která byla oficiálně vydána na vinylové desce v roce 1986.

## UK garage
Po sloučení R&B s garage house vznikl nový žánr nazvaný UK garage. Další spojení UK garage s britským hip-hopem vyústily v to, co je dnes známé jako grime. Derivátem grime je grind, které připomíná rap rock, drum and bass a alternative dance. Rave žánry jako speed garage nebo UK funky vznikly také sloučením britského hip-hopu s nějakou formou nebo aspektem house.

## Seznam interpretů
- DE SIGNER
- 2 In A Room
- 2 Young Brothers
- AB Logic
- Beatmasters
- B.G., the Prince of Rap
- DiCE & k9 aka MOBBSTARR
- Doug Lazy
- Fast Eddie
- Kickin' Kenny V
- King Bee
- Kool Rock Steady
- Mr. Lee
- Rio Perigo
- Rob Base & DJ E-Z Rock
- Snap!
- Stereo MCs
- Technotronic
- The Streets
- Tony Scott
- Tyree Cooper
- White Knight
- Lecrae
- Rebel MC
- Goldie